# Улица Михаила Таля
Улица Михаила Таля (латыш. Mihaila Tāla iela) — улица в Северном районе города Риги, в историческом районе Скансте. Пролегает в направлении с юга на север, от улицы Ханзас до улицы Спорта.
Общая длина улицы составляет 598 метров. Разрешено движение в обоих направлениях, однако в дальней части улицы (около 200 метров) дорога не имеет покрытия. Общественный транспорт по улице не курсирует.

## История
Улица Михаила Таля проложена по реконструируемой территории бывшей станции «Рига-Пречу» («Рига-Товарная»), параллельно исторической улице Пулквежа Бриежа.
После освобождения территории товарной станции от путей и складской инфраструктуры здесь было запроектировано создание сети новых улиц. Трасса будущей улицы Михаила Таля первоначально считалась продолжением улицы Спорта. Решением Рижской думы в 2011 году была образована новая улица, получившая имя чемпиона мира по шахматам Михаила Таля, родившегося, жившего и похороненного в Риге. Предложение увековечить имя шахматиста в названии улицы исходило от Фонда Михаила Таля.
В течение нескольких лет улица существовала лишь формально: здесь не было ни зданий, ни покрытия проезжей части, однако велись работы по созданию подземной инфраструктуры для будущей застройки. Лишь в 2019 году на 380-метровом отрезке, от улицы Ханзас до проектируемого перекрёстка с улицей Оскара Строка, была построена асфальтированная проезжая часть и тротуары.

## Застройка

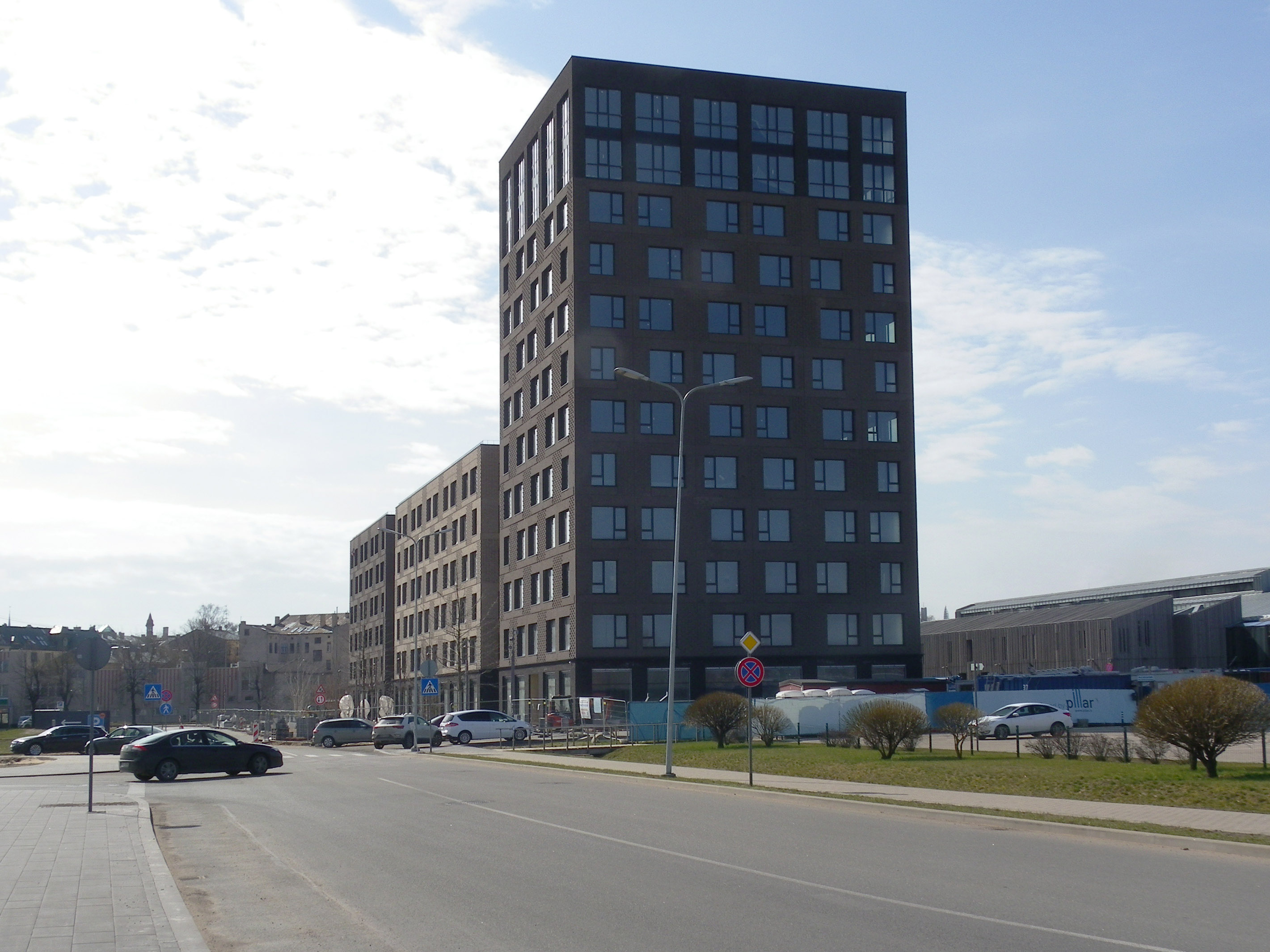
Вид вдоль улицы на дом № 1

- Дом № 1 (построен в 2021—2023) — первый из корпусов бизнес-центра New Hanza, проектируемого вдоль улицы Михаила Таля[6].

## Прилегающие улицы
Улица Михаила Таля пересекается со следующими улицами:
- улица Ханзас
- улица Густава Клуча
- улица Мартас Станяс
- улица Оскара Строка
- улица Спорта